# Església de Sant Bartomeu de Ròtova
L'església parroquial de Sant Bartomeu és un temple catòlic del municipi de Ròtova (La Safor), es una obra del segle xviii, encara que la construcció s'inicia l'any 1534. La última rehabilitació es va fer a principis de segle XX. Des d'un punt de vista arquitectònic és d'estil neoclàssic valencià i va ser declarat Bé de Rellevància Local l'11 de juny de 1998.

## Arquitectura
Arquitectònicament, l'església de Ròtova presenta una planta rectangular amb tres naus i amb capçalera plana. El cobriment de la nau central mostra volta de canó amb llunetes sobre arcs de mig punt suportats per pilastres. Tot el conjunt està reforçat amb una cornisa que recorre la nau de l'església.
Es troba dividida en quatre trams per capelles laterals entre els contraforts; cada capella lateral té una entrada amb pilastres d'ordre dòric que sostenen un arc de mig punt; totes elles es cobreixen amb una volta de canó.

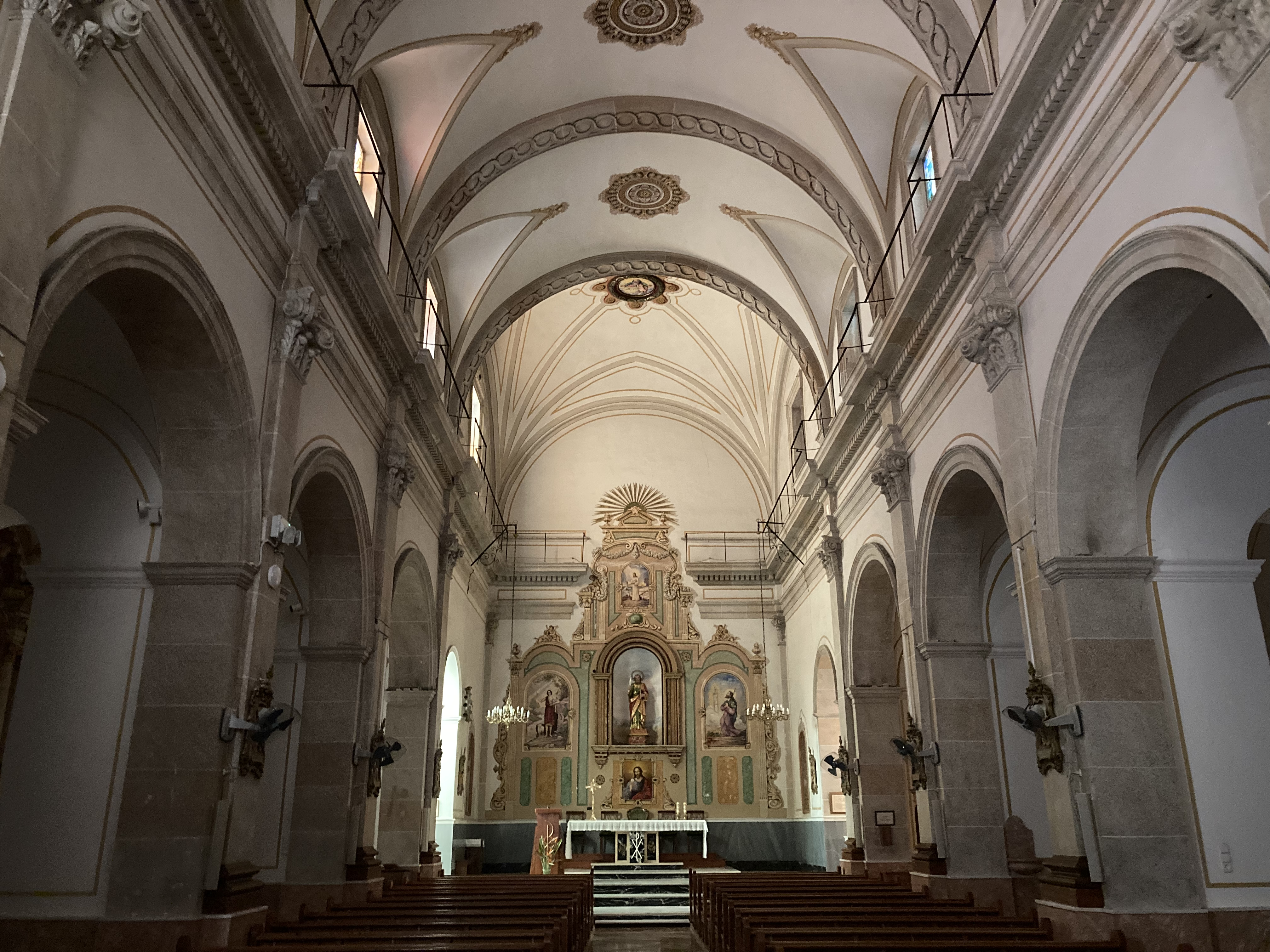
Interior església

El presbiteri és a la capçalera plana on es representa la imatge de Sant Bartomeu en el retaule pintat al fresc simulant l'estil neoclàssic, representant el Bon pastor, Sant Joan Baptista i l'aparició de la Mare de Déu a Santiago Apòstol. El seu lateral esquerre dona a la sagristia.
A la dreta es troba la capella de la Mare de Déu de la Salut, de l'any 1901. Es de planta rectangular i està coberta per una volta de canó amb arcs faixons decorats amb pa d'or. Al fons apareix la Mare de Déu en un retaule, realitzat en la posguerra civil, d'estil neoclàssic, fet de fusta policromada simulant marbre. La imatge de la Mare de Déu és de la segona meitat del segle xviii i va ser donada pels frares del Monestir de Sant Jeroni de Cotalba arran de la seva exclaustració i la llei desamortitzadora de Mendizàbal. Durant la guerra civil la imatge es va poder salvar en ser amagada dins d'una paret per una veïna del poble.
Les advocacions que representa cada capella s'estenen des de la porta principal fins a l'altar per l'esquerra amb el següent ordre: Sant Lluís Gonzaga, la Immaculada Concepció, el Sagrat Cor de Jesús i la Mare de Déu dels Dolors amb el Crist Assegut. Per l'altra part trobem La Divina Aurora, Sant Josep i el Crist de la Fe.
La decoració del temple, realitzada al llarg del segle xx, es caracteritza per la senzillesa i la barreja d'estils, com ara el neoclàssic i el barroc dels retaules de les capelles. Al peu de la nau hi ha un rosetó amb la imatge de sant Bartomeu i el Salvador, en la finestra de tarja de l'entrada principal. Altres vitralls mostren el beat Andreu Hibernon, sant Isidre, sant Josep, sant Jeroni, sant Macià, la Sagrada Família, el Venerable Miguel López de Grez, sant Vicent i la Mare de Déu de la Salut.
L'exterior del temple està realitzat amb maçoneria, carreus, rajola i morter de calç. La façana principal mostra un estil mostra un estil de línies classicistes, i la coberta és a dos aigües, mentre als costats s'alcen els contraforts fets amb rajoles a caravista i maçoneria. En la façana apareix un sòcol de carreus de pedra; de banda a banda es divideix en tres pilastres de carreus; de la part esquerra naix el campanar; en el centre està la porta, feta per carreus de pedra i coberta per dos pilastres dòriques que suporten un arc de mig punt; en la part alta de la porta hi ha un ull de bou de grans dimensions i la part dreta es tota llisa.
El campanar es compon de quatre cossos separats per cornissses senzilles; en els diferents cossos s'obrin finestres emmarcades amb pilastres dòrics i arcs de mig punt.
La porta lateral de la banda de l'Epístola és un arc de mig punt amb dovelles de pedra, pertanyent a l'antiga porta principal del segle xvi.

## Història
Cap al 1279 es fa la primera menció de l'existència d'una parroquia de la baronia de Palma de Gandia que disposava d'una capella a Ròtova.
L'any 1390 la direcció de les parròquies de Palma, que incloïa els pobles del terme general de la baronia, van ser confiades a la nouvinguda comunitat de monjos de Sant Jeroni de Cotalba.
El 30 d'octubre de 1534 la capella local de Ròtova s'estableix en parròquia independent de Palma, sota la jurisdicció del prior de monestir de Sant Jeroni de Cotalba.
El 1585 l'església i la parròquia de Ròtova passaren a la jurisdicció directa del arquebisbe, el patriarca Joan de Ribera, i poc després va ser nomenat rector, amb els annexos d'Alfauir, Castellonet i Almiserà, Miguel López de Grez. Aquell mateix any, es posa en marxa l'obra del primer edifici que substituirà la menuda capella. D'aquella primera construcció resta la porta principal de l'església que tanca l'actual entrada lateral del carrer Abadia. Les obres van durar fins al 1590.

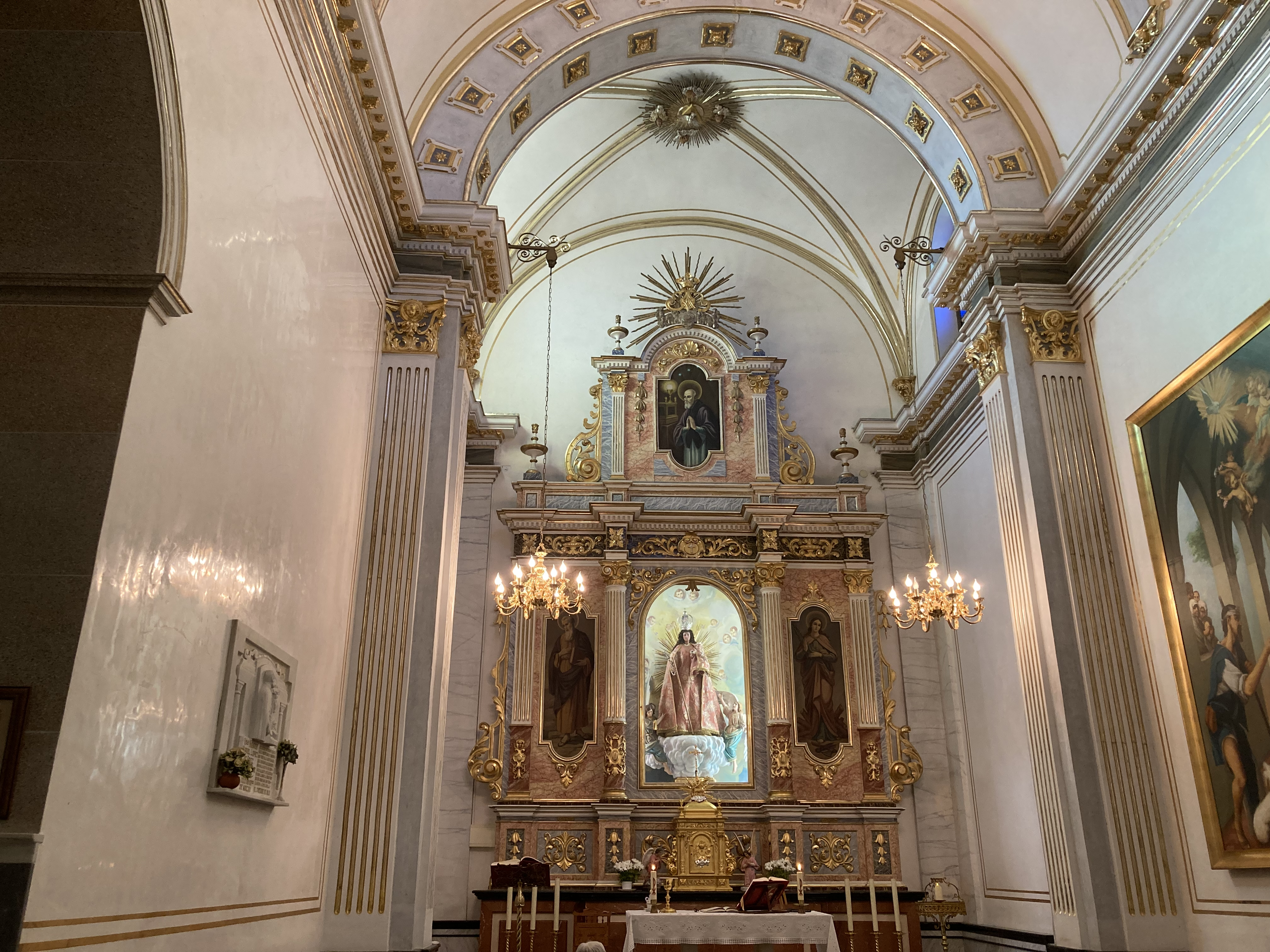
Capella Mare de Deu de la Salut

El 1642 es batejaren campanes, i el 1653 es fabricà el nou tabernacle de la Mare de Déu del Roser. Poc després, el 1656, es va fer l'altar per al quadre de la Mare de Deu de la Salut, donació que va fer el venerable poc abans de morir-se.
Amb el creixement demogràfic del segle xviii s'inicien les obres de la nova església, les quals van finalitzar l'any 1797.
Les obres més rellevants que acaben de configurar l'edifici actual s'enceten a finals del segle XIX i es perllonguen fins al primer terç del segle XX.
L'1 de novembre de 1897 el rector Vicent Lloret ficava la primera pedra de la nova capella de la Mare de Déu de la Salut i les obres van finalitzar el 1901.
Amb l'arribada del nou rector Trinitari Vidal el 1903, es va decidir mamprendre les obres de reconstrucció i ampliació de l'església parroquial el 1904 i es van allargar fins al 1913 quan van ser beneïdes per l'abat de la Col·legiata de Gandia Josep Bueno Martínez.